# IQ246～華麗事件簿～
《IQ246～華麗事件簿～》，為2016年10月16日至12月於TBS電視台聯播網「周日劇場」時段播出的連續劇。由織田裕二主演。本劇是織田裕二睽違9年之後首度擔任主演TBS的日劇。

## 劇情概要
智商高達246的鎌倉市北鎌倉末代貴族子嗣法門寺沙羅驅（織田裕二 飾）以找出刑事案件真相為樂。警視廳捜査一課新手刑警和藤奏子（土屋太鳳 飾）以法門寺家駐警身分派任，名為護衛，實為監視，但卻總是被法門寺耍的團團轉。法門寺四處走訪尋找線索，由他的管家賢正（藤岡靛 飾）將蒐集的的線索予以統合，再由法門寺說出事件的真相。犯人都是受化名「13」的幕後黑手瑪莉亞・T 以電子郵件告知犯罪手法，法門寺除了找出刑事案件真相，也必須查出「13」的真實身分…

## 登場人物

### 主要人物
- 法門寺沙羅驅：織田裕二（香港配音：雷霆）

貴族私生子的末代後裔，擁有至高權力、涉足各種學術領域的「學究派」法門寺家的長男暨第89代主人。住在鎌倉市北鎌倉。智商高達246。至今依然單身，老是被老管家賢丈不斷催婚。主角姓名的發音「ほうもんじ しゃらく」取自英國作家柯南·道爾筆下的偵探小說主角夏洛克·福爾摩斯「シャーロック・ホームズ（Sherlock Holmes）」之諧音。每當事件真相大白時，都會以一句「啊－醜陋，醜陋啊！如此的犯罪行為，真是醜陋至極！（あー、醜い醜い醜い……この犯罪、醜悪至極なり！）」作總結（第4集、第7集、第8集除外）。
- 和藤奏子：土屋太鳳（香港配音：羅孔柔）

因為向暴走族開槍，而從交通課調至警視廳捜査一課的新人刑警。受警視廳上級指示調至法門寺家擔任駐警，名義上是保護沙羅驅，事實上是希望奏子阻止沙羅驅涉入刑事案件的偵查。具有正義感，是一股腦向前衝的行動型刑警。柔道初段。其姓名「わとう そうこ」取自小說人物福爾摩斯的助手華生「ジョン・H・ワトスン（John・H・Watson）」姓氏之諧音。
- 第89代賢正：藤岡靛（香港配音：梁偉德）

法門寺家的第89代管家。是從小看着沙羅驅長大的前任管家賢丈之子。具有高超的格闘技能力。言行不失優雅，對主人沙羅驅忠心耿耿。
- 森本朋美/Maria T：中谷美紀（香港配音：黃玉娟）

負責解剖遺體的法醫。與沙羅驅一樣，具有高超的推理能力。怪癖是在解剖遺體前會要求助理替她與遺體拍攝紀念照片。
每集中以電子郵件向犯人發送完美犯罪指示的人，由於M字是英文字母中的第13個，故化名為「13」。智商高達300，被認定為已死去，其實全身整型為另一模樣繼續生存。其姓名「マリア・ティー」取自小說人物福爾摩斯的死敵莫里亞蒂教授「モリアーティ（Professor Moriarty）」之諧音。

### 警視廳
- 山田次郎：宮尾俊太郎（香港配音：李鎮然）

警視廳捜査一課刑警。灘中學暨高等學校、東京大學、哈佛大學第一名畢業，瞧不起窮人，自視甚高。年過30依舊只用大學時期的筆記本。擁有拳法、槍法、柔道，會說英語及法語。言語中經常夾雜英語，老是被今市糾正。
- 今市種子：真飛聖（香港配音：曾佩儀）

警視廳捜査一課刑警。山田的搭檔。穿著及姿態相當男性化。廣島縣出身，是廣島東洋鯉魚隊球迷。
- 豐臣英吉：佐伯新（日语：佐伯新）（香港配音：葉振聲）

捜査一課課長。
- 棚田文六：篠井英介（日语：篠井英介）（香港配音：李錦綸）

警視總監。第88代賢丈的國小、國中、高中及大學的同學兼死對頭。

### 法門寺家
- 第88代賢丈：寺島進（日语：寺島進）（香港配音：朱子聰）

法門寺家第88代管家。賢正的父親、服侍沙羅驅長大成人的親人。
- 法門寺瞳：新川優愛（香港配音：黃昕瑜）

沙羅驅的同父異母妹妹，為父親與繼母所生的女兒。與奏子同年。智商如同一般人，也沒有傑出的推理能力。
- 淀：佐藤真弓（日语：佐藤真弓）（香港配音：伍秀霞）

法門寺家的幫傭。
- 寧寧：信江勇（日语：信江勇）（香港配音：鄭麗麗）

法門寺家的幫傭。

### 其他人物
- 足利尊氏：矢野聖人（日语：矢野聖人）（香港配音：陳灝瑋）

森本朋美的助理。

### 各集登場人物

#### 第1集
- 早乙女伸：石黑賢（香港配音：潘文柏）

著名廣告創意總監。
- 櫻庭彬子：伊藤和枝（香港配音：梁少霞）

櫻庭社長夫人。因為相當喜愛章魚壽司，因此動用企業家的權力在自宅雇用專屬的壽司師傅製作壽司。
- 櫻庭社長：佐戶井賢太（日语：佐戸井けん太）（香港配音：蕭徽勇）

彬子的丈夫，服裝品牌「櫻庭服飾」的負責人。委託早乙女製作形象廣告。
- 草野菊枝：加藤貴子（香港配音：謝潔貞）

經常往來櫻庭家的花店店員。櫻庭家壽司師傅殺人事件真兇。
- 鈴木夏實：廣澤草（香港配音：吳羨婷）

早乙女的部下。廣告的幕後真正創作者。之後被早乙女勒斃。
- 大山千惠子：小出千春（日语：みかん (ものまねタレント)）

殺人事件的被害人。美容整形外科醫師。
- 夜明陽出夫：星田英利（香港配音：巫哲棋）

指控沙羅驅撘霸王車的計程車司機。

#### 第2集
- 前川公平：佐藤隆太（香港配音：陳卓智）

補習班老師。
- 惠俊彰：本人飾演（友情演出）（香港配音：麥皓豐）

實際存在的綜藝節目「你最想知道的事」主持人。
- 江藤愛：本人飾演（友情演出）（香港配音：張頌欣）

綜藝節目「你最想知道的事」主播。
- 權藤十三：村上航（日语：村上航）

十年前少女誘拐殺人案犯人，因證據不足獲釋放。

#### 第3集
- 瀧乃川美晴：觀月亞里沙（香港配音：林元春）

辣妹主婦兼模特兒。賢正的高中同學。
- 下村辰也：岡田浩暉（日语：岡田浩暉）（香港配音：劉昭文）

原經營鐵工廠，但土地建物被瀧乃川不動產扣押而倒閉破產。
- 下村月代：占部房子（日语：占部房子）（香港配音：沈小蘭）

辰也的妻子。
- 瀧乃川隆文：高木渉（香港配音：招世亮）

美晴的丈夫。瀧乃川不動產社長。

#### 第4集
- 二本松由里：國仲涼子（香港配音：曾秀清）

鋼琴家。已發行多張音樂CD作品，也是音樂大學的鋼琴老師。
- 土門賢治：金田明夫（香港配音：葉振聲）

外科醫師兼大學醫院外科系統括部長。獨居於50樓頂層單位，喜愛爵士音樂。

#### 第5集
- 千代能光一：成宮寬貴（香港配音：黃啟昌）

暱稱「巧克力」，為開發擴增實境的全新技術的藝術家雙人組「香蕉與巧克力」成員。
- 番田要：矢本悠馬（香港配音：林筠翔）

暱稱「香蕉」，為開發擴增實境的全新技術的藝術家雙人組「香蕉與巧克力」成員。
- 陽子：永尾麻里亞（香港配音：廖杏茵）

「香蕉與巧克力」的工作人員。擁有一頭外捲的蓬鬆髮型，沙羅驅給她的髮型下了「章魚香腸頭」的毒舌評價。事件發生前被蜜蜂刺傷。

#### 第6集
- 笠原壯一：平岳大（香港配音：陳廷軒）

畫家。
- 笠原葵：MEGUMI（香港配音：梁少霞）

笠原亮次的妻子。
- 笠原亮次：和田聰宏（香港配音：劉奕希）

壯一的弟弟，證券公司營業員。
- 鈴木守：今野浩喜（香港配音：巫哲棋）

殺人事件被害人。

#### 第7集
- 美園麗子：山口紗彌加（香港配音：謝潔貞）

女演員，36歲。曾為當紅演員，目前所演出的作品多為配角。為了成為電影《美麗的偵探》女主角而不斷的鑽研自己的演技。
- 千草菖蒲：佐野日向子（香港配音：何寶珊）

知名新人女演員。23歲。在公司大力宣傳下備受各界注目。正與美髮師矢代交往中。
- 矢代幸太郎：遠藤雄彌（香港配音：張方正）

美髮師。過去曾與美園交往，與美園分手後開始與千草約會。

#### 第8集
- 牛田寛人：稻垣吾郎

警視廳捜査一課管理官。
- 宇野正也：河相我聞

販售義式帕尼諾麵包的餐車攤販「uno」店主。與女兒沙織（志真 飾）共同經營。
- 九鬼隆平：小島康志

以調查到的八卦消息向人索賄的自由記者。
- 穿著藍色運動服的男子：山崎畫大

扒手。奏子以現行犯身分逮捕他時，於袖口發現殺人事件的線索。

#### 第9集及完結篇
- 黑木影丸：上杉祥三（香港配音：潘文柏）

御前會議幹部。
- 毛利一：菅原大吉（僅於第9集登場）（香港配音：張炳強）

醫院院長。
- 御前大人：井上真樹夫

御前會議高層的長者。
- 武田洋一：矢柴俊博（僅於第9集登場）（香港配音：張錦江）

賢丈所入住的醫院醫師。妻子因醫療失誤而死去，為了報仇，受 Maria T 指示扮成醫生。
- 大山雅代：千葉雅子（僅於第9集登場）
- 護理師：鳳惠獼（僅於完結篇登場）（香港配音：曾秀清）

賢丈所入住的醫院護理師。賢丈心目中與沙羅驅相當登對的相親對象。

## 製作團隊
- 劇本：泉澤陽子、栗本志津香、木村涼子
- 音樂：井筒昭雄
- 預告片導演：關和亮
- 製作人：植田博樹、韓哲、高山暢比古
- 導演：木村尚、坪井敏雄、韓哲
- 製作出品：TBS

## 播出日程
| 各集                                                     | 播出日期 | 標題 | 中文標題                                 | 劇本       | 導演     | 收視率 | 備註         |
| -------------------------------------------------------- | -------- | ---- | ---------------------------------------- | ---------- | -------- | ------ | ------------ |
| 第1集                                                    | 10月16日 |      | 天才貴族將汙穢手法建立的完全犯罪予以擊破 | 泉澤陽子   | 木村尚   | 13.1%  | 20分鐘加長版 |
| 第2集                                                    | 10月23日 |      | 攸關性命的心理戰！解開連續自殺之謎       | 泉澤陽子   | 木村尚   | 12.4%  | 15分鐘加長版 |
| 第3集                                                    | 10月30日 |      | 管家的忠誠心因戀愛而動搖                 | 泉澤陽子   | 坪井敏雄 | 10.1%  |              |
| 第4集                                                    | 11月6日  |      | 空中密室響起的殺人協奏曲                 | 栗本志津香 | 坪井敏雄 | 11.7%  |              |
| 第5集                                                    | 11月13日 |      | 男人間的友情不該僅有錯覺                 | 木村涼子   | 韓哲     | 10.1%  |              |
| 第6集                                                    | 11月20日 |      | 自稱畫家的醜惡殺人事件                   | 栗本志津香 | 木村尚   | 10.4%  |              |
| 第7集                                                    | 11月27日 |      | 知名女星演出的完全犯罪戲碼               | 泉澤陽子   | 坪井敏雄 | 10.0%  |              |
| 第8集                                                    | 12月4日  |      | 真正的犯人是法門寺沙羅驅。               | 木村涼子   | 韓哲     | 10.3%  |              |
| 第9集                                                    | 12月11日 |      | 瑪莉亞・T死後所涉及的完全犯罪            | 泉澤陽子   | 坪井敏雄 | 9.3%   |              |
| 第10集                                                   | 12月18日 |      | 羈絆VS頭腦！賭上性命的決鬥               | 泉澤陽子   | 木村尚   | 7.8%   |              |
| 平均收視率10.5% （收視率由Video Research於關東地區統計） |          |      |                                          |            |          |        |              |

## 外部連結
- 週日劇場《IQ246～華麗事件簿～》－TBS官方網站（页面存档备份，存于）
- 《IQ246～華麗事件簿～》－WAKUWAKU JAPAN官方網站（页面存档备份，存于）
- 《破案貴帥執事》－緯來日本台官方網站（页面存档备份，存于）

| 日本 TBS電視台 日曜劇場              | 日本 TBS電視台 日曜劇場                         | 日本 TBS電視台 日曜劇場 |
| ------------------------------------ | ----------------------------------------------- | ----------------------- |
|                                      | IQ246～華麗事件簿～ （2016.10.16 - 2016.12.18） |                         |
| 仰望師恩 （2016.07.17 - 2016.09.11） | A LIFE～深愛的人～ （2017.01.15 - 2017.03.19）  |                         |

| 台灣 WAKUWAKU JAPAN 星期日 21:00 - 22:00                              | 台灣 WAKUWAKU JAPAN 星期日 21:00 - 22:00     | 台灣 WAKUWAKU JAPAN 星期日 21:00 - 22:00 |
| --------------------------------------------------------------------- | -------------------------------------------- | ---------------------------------------- |
|                                                                       | IQ246～華麗事件簿 （2016.11.13 - 2017.1.15） |                                          |
| （2016.9.4 - 2016.10.23） 淺田舞京都一人遊 （2016.10.30 - 2016.11.6） | （2017.1.22 - 2017.3.26）                    |                                          |

| 香港 無綫網絡電視日劇台 星期二 13:30 - 14:30、16:30 - 17:30、19:30 - 20:30及22:30 - 23:30 11月22日 13:30 - 14:45、16:30 - 17:45、19:30 - 20:45及22:30 - 23:45 | 香港 無綫網絡電視日劇台 星期二 13:30 - 14:30、16:30 - 17:30、19:30 - 20:30及22:30 - 23:30 11月22日 13:30 - 14:45、16:30 - 17:45、19:30 - 20:45及22:30 - 23:45 | 香港 無綫網絡電視日劇台 星期二 13:30 - 14:30、16:30 - 17:30、19:30 - 20:30及22:30 - 23:30 11月22日 13:30 - 14:45、16:30 - 17:45、19:30 - 20:45及22:30 - 23:45 |
| --- | --- | --- |
| | （2016.11.22－2017.01.17） | |
| （2016.09.20－2016.10.11） （2016.10.18－2016.11.15） | 一出更 （2017.01.24－2017.03.28） | |

| 台灣 緯來日本台 週一至週五 22:00 - 00:00 | 台灣 緯來日本台 週一至週五 22:00 - 00:00 | 台灣 緯來日本台 週一至週五 22:00 - 00:00 |
| ---------------------------------------- | ---------------------------------------- | ---------------------------------------- |
|                                          | 破案貴帥執事 （2017年5月11日－5月24日）  |                                          |
| 派遣女醫4 （2017年4月26日－5月9日）        | 靈之眼 （2017年5月25日－6月2日）         |                                          |